# Салманов, Суйеген Ажибаевич
Суйеген Ажибаевич Салманов (1932 года село Тущыкудык, Мангистауский район, Гурьевская область, Казахская ССР) — советский и казахский бурильщик. Лауреат Государственной премии Казахской ССР (1977).

## Биография
Суйеген Ажибаевич Салманов родилась 1932 года село Тущыкудык, Мангистауский район, Гурьевская область
В 1961 по 1995 годы помощник бурильщика, бурильщик, буровой мастер Жетибайской нефтеразведочной экспедийии.
В 1966 по 1970 годы Избирался депутатом Верховного Совета Казахской ССР 7-го созыва
С 1995 года персональный пенсионер Республики Казахстана.

## Нарады и звания
- 1970 — Медаль «В ознаменование 100-летия со дня рождения Владимира Ильича Ленина»
- 1973 — Медаль Победитель социалистического соревнования
- 1975 — Орден Трудовой Славы 3 степени и Почётной грамотой Верховного Совета Казахской ССР за заслуги в нефтяной промышленности СССР и Казахской ССР
- 1977 — Орден «Знак Почёта»
- 1977 — Лауреат Государственной премии Казахской ССР  в области науки и техники
- 1985 — «Медаль за заслуги в разведке недр»
- 1986 — Медаль «Ветеран труда»
- 1986 — Свидетельство Занесен в книгу трудавой славы СССР
- 1990 — Благодарственное письмо президента Республики Казахстана
- 1999 — Медаль «100 лет казахстанской нефти»
- 2005 — Медаль «За трудовое отличие» (Казахстан) а выдающиеся достижения в нефтяной промышленности Казахстана (12 декабря 2005)
- 2007 — Медаль «50 лет Мангистауской нефти»